# Řád Norského lva

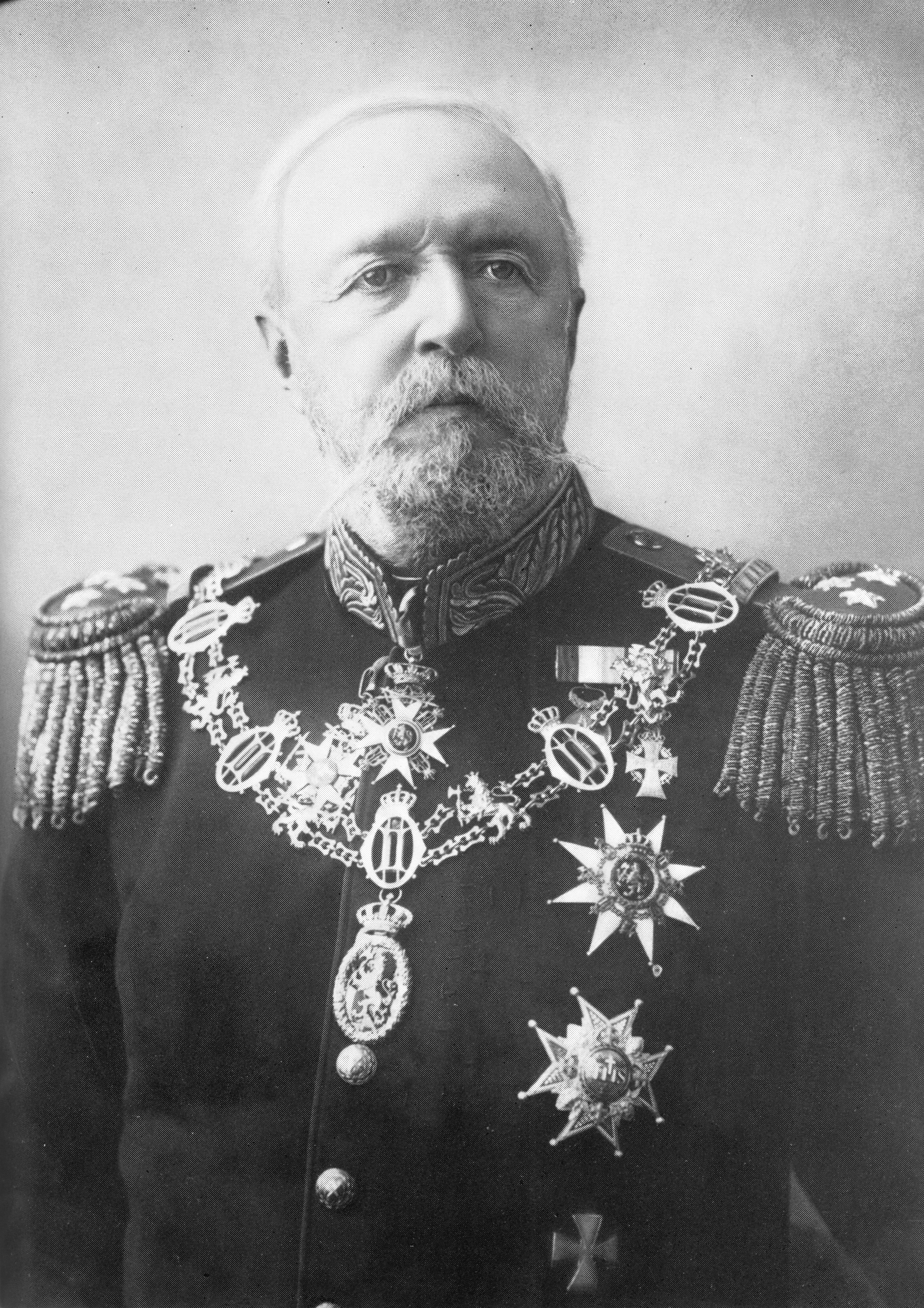
Oskar II. s řetězem řádu a také velkokřížem řádu sv. Olafa (u krku)

Královský řád Norského lva (norsky Den Kongelige Norske Løve Orden) byl nejvyšší norský řád. Založen byl švédským a norským králem Oskarem II. roku 1904 jako ekvivalent ke švédskému řádu Serafínů a jako nejvyšší norský řád v jediné třídě určené norským princům, nejvyšším hodnostářům země a hlavám států. Pojmenován je na počest norského znaku, zlatého lva v červeném poli. Vytvořením tohoto řádu přestal být Řád Serafínů nejvyšším společným řádem Norska a Švédska. Po ukončení personální unie Norska a Švédska roku 1905 přestal být řád udělován. 

## Vzhled řádu
Řád sestával z jediné třídy, která obsahovala jak řetěz, stuhu, tak i hvězdu. Odznakem řádu byl zlatý, červeně smaltovaný medailon se zlatým věncem po okraji. Uprostřed medailonu byl zlatý napřažený lev se sekerou tak jako na státním znaku Norska. Medailon je převýšen korunou. Na zadní straně je napsáno norsky heslo Over dybet mod hojden (Přes propasti k výšinám).
Hvězdou řádu byl osmicípý, bíle smaltovaný kříž se zlatými kuličkami na koncích. Na jeho středu byl odznak řádu, který byl obklopen řádovým řetězem, kde se pravidelně střídala korunovaná iniciála zakladatele O.II. a norský zlatý lev. 
Stejného vzhledu jako na hvězdě byl i řádový řetěz. 
Stuha řádu byla modrá s bílými postranními pruhy a červenými okraji.

## Členové řádu
Velmistrem řádu byl norský král. Počet členů řádu byl limitován na 12. Členy byli všichni dědicové norské koruny, kteří měli zároveň velkokříž řádu sv. Olafa, dále šlo o hlavy cizích států. Řád nebyl nikdy udělen Norovi. 
Po rozpuštění personální unie Norska a Švédska v roce 1905 se stal norským králem a velmistrem Haakon VII., který řád nikdy neudělil a ani ho sám nenosil. Rozhodnutím královského dvora bylo v roce 1906 nařízeno, že členové řádu norského lva a držitelé velkokříže řádu sv. Olafa byli na stejné úrovni. Dalším rozhodnutím dvora v roce 1952 byl řád zrušen.